# Hukou (köping i Kina)
Hukou (kinesiska: 壶口, 壶口镇) är en köping i Kina. Den ligger i provinsen Shanxi, i den norra delen av landet, omkring 270 kilometer sydväst om provinshuvudstaden Taiyuan. Antalet invånare är 3 876. Befolkningen består av 1 814 kvinnor och 2 062 män. Barn under 15 år utgör 16,0 %, vuxna 15-64 år 76 %, och äldre över 65 år 7,0 %.
Genomsnittlig årsnederbörd är 723 millimeter. Den regnigaste månaden är juli, med i genomsnitt 213 mm nederbörd, och den torraste är december, med 2 mm nederbörd.